# Церква Святого Духа (Солоне)
Церква Святого Духа в Солоному — парафія і храм Заліщицького благочиння Тернопільської єпархії Православної церкви України в селі Солоне Чортківського району Тернопільської области.

## Історія церкви
Храм Святого Духа, збудований з місцевого дуба, є зразком народної архітектури. Меморіальна дошка свідчить, що його звели у 1860 році.
До 1989 року в селі існувала єдина православна громада, яка згодом розділилася. Через те, що греко-католицька громада була численнішою, храм перейшов у її власність.
Православні парафіяни почали використовувати римо-католицький костел, який у радянські часи слугував складом.
У 1993 році після капітального ремонту та встановлення трьох куполів архієпископ Тернопільський і Бучацький Василій освятив його як храм Святого Духа.
У 2009 році біля центрального входу була збудована шестигранна дзвіниця.
У селі також розташовані:
- Символічна могила жертвам сталінського терору.
- Пам'ятний хрест на честь скасування панщини, відновлений у 1991 році.
- Пам'ятник сотнику Січових Стрільців УПА Роману Зозуляку, встановлений і освячений у 1936 році.
- Відреставрована фігура святого Миколая Чудотворця, відновлена у 1992 році.

## Парохи
- о. Олександр Процишин.